# Dožď
Dožď (rusky: Дождь, v překladu „déšť“) je ruská televizní stanice, která vysílá 24 hodin denně zpravodajství v HD kvalitě. Stanice vysílá především zprávy, analýzy, reportáže a diskuze. Díky své nezávislosti a kontroverzním reportážím proti režimu prezidenta Vladimira Putina musela stanice čelit častým represím ze strany státních orgánů. V srpnu 2021 byla prohlášena za „zahraničního agenta“. 
V září 2016 byla po zákazu jedinou povolenou ruskou stanicí na Ukrajině, ale v lednu 2017 musela skončit i tam.

## Po ruské invazi na Ukrajinu

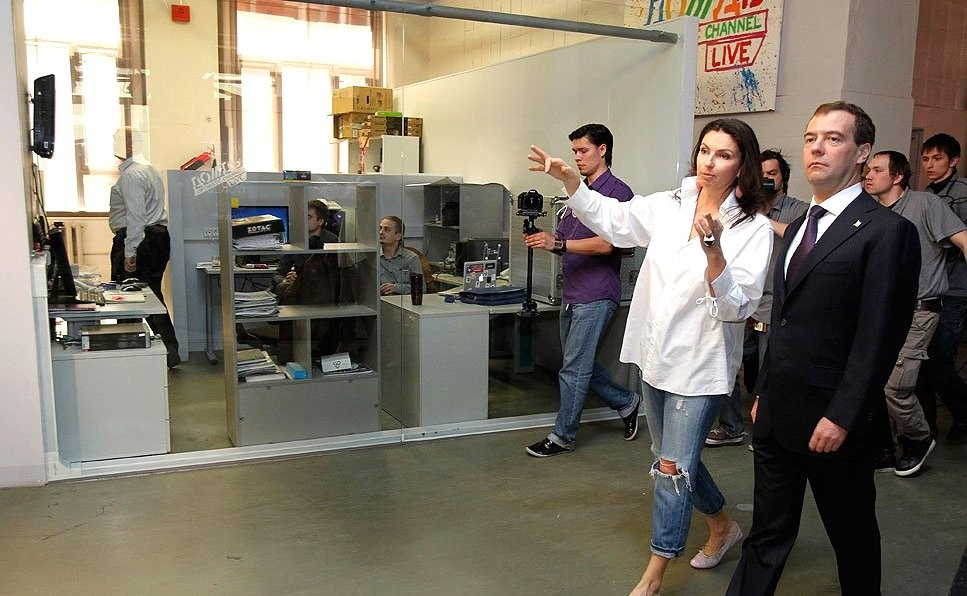
Generální ředitelka Natalja Sindějeva provází prezidenta RF Dmitrije Medveděva redakcí televizní stanice Dožď (zdroj Kremlin.ru 2011)

Kvůli reportážím o ruské invazi na Ukrajinu jdoucím proti oficiálnímu narativu Roskomnadzor zablokoval 1. března 2022 webové stránky televizní stanice Dožď a rádia Echo Moskvy, jemuž bylo současně zakázáno vysílání. Poslední zpráva na webu televizní stanice je proto z března 2022 a hovoří o petici na její podporu. 
V činnosti pak televize Dožď pokračovala na sociálních sítích, přičemž státní orgány zároveň usilovaly také o zablokování těchto aktivit. Dne 2. března šéfredaktor televizního vysílání stanice Dožď Tichon Dzjadko (Тихон Дзядко) oznámil, že kvůli ochraně vlastní bezpečnosti spolu s dalšími kolegy dočasně opouští Rusko. Majitelka mediálního holdingu Dožď a jeho generální ředitelka Natalja Sindějeva dne 3. března 2022 po odvysílání poslední zpravodajské relace oznámila, že po konzultaci s kolektivem zaměstnanců bylo rozhodnuto dočasně zastavit vysílání stanice Dožď. Ve stejný den bylo zastaveno také vysílání rozhlasové stanice Echo Moskvy, která, ačkoli patřila do státem vlastněného holdingu Gazprom Media, si udržovala nezávislé postavení.
Dne 25. července 2023 označila ruská vláda kanál za „nežádoucí“ organizaci a zakázala mu působit v Rusku.

## Klíčoví lidé
- Natalja Sindějeva – majitelka/CEO (od 2010)
- Michail Zygar – šéfredaktor (2010–2015)
- Roman Badanin – šéfredaktor (2016–2017)
- Aleksandra Perepelova – šéfredaktorka (2017–2019)
- Tichon Dzjadko – šéfredaktor (od 2019 do 2. března 2022)